# Valbeleix
Valbeleix település Franciaországban, Puy-de-Dôme megyében. Lakosainak száma 145 fő (2022. január 1.). Valbeleix Besse-et-Saint-Anastaise, Chassagne, Compains, Courgoul, Roche-Charles-la-Mayrand, Saint-Diéry és Saint-Pierre-Colamine községekkel határos.

## Népesség
A település népessége az elmúlt években az alábbi módon változott:
| Lakosok száma | 143  | 134  | 129  | 127  | 128  | 125  | 132  | 138  | 145  |
|               | 2013 | 2015 | 2016 | 2017 | 2018 | 2019 | 2020 | 2021 | 2022 |